# Grote Prijs Raf Jonckheere 1999
De 49e editie van de Belgische wielerwedstrijd Grote Prijs Raf Jonckheere werd verreden op 26 juli 1999. De start en finish vonden plaats in Westrozebeke. De winnaar was Wim Omloop, gevolgd door Marc Streel en Mikael Kyneb.

## Uitslag
| Grote Prijs Raf Jonckheere 1999 |              |                        |      |
| Plaats                          | Naam         | Ploeg                  | Tijd |
| Winnaar                         | Wim Omloop   | Spar-RDM               |      |
| 2                               | Marc Streel  | Team Home-Jack & Jones |      |
| 3                               | Mikael Kyneb | Team Home-Jack & Jones |      |

1951 · 1952 · 1953 · 1954 · 1955 · 1956 · 1957 · 1958 · 1959 · 1960 · 1961 · 1962 · 1963 · 1964 · 1965 · 1966 · 1967 · 1968 · 1969 · 1970 · 1971 · 1972 · 1973 · 1974 · 1975 · 1976 · 1977 · 1978 · 1979 · 1980 · 1981 · 1982 · 1983 · 1984 · 1985 · 1986 · 1987 · 1988 · 1989 · 1990 · 1991 · 1992 · 1993 · 1994 · 1995 · 1996 · 1997 · 1998 · 1999 · 2000 · 2001 · 2002 · 2003 · 2004 · 2005 · 2006 · 2007 · 2008 · 2009 · 2010 · 2011 · 2012 · 2013 · 2014 · 2015 · 2016 · 2017 · 2018 · 2019 · 2020 · 2021 · 2022